# Groupe de NGC 741
Le groupe de NGC 741 comprend au moins trois galaxies situées dans la constellation des Poissons. La distance moyenne entre ce groupe et la Voie lactée est d'environ 72,7 Mpc (∼237 millions d'al). 

## Membres
Le tableau ci-dessous liste les trois galaxies qui sont indiquées dans l'article d'Abraham Mahtessian paru en 1998. 
| Nom       | Classification | Type       | α (J2000.0)   | δ (J2000.0) | Vitesse radiale (km/s) | Magnitude apparente | Distance (Mpc) | Diamètre (kal) |
| --------- | -------------- | ---------- | ------------- | ----------- | ---------------------- | ------------------- | -------------- | -------------- |
| NGC 741   | E0?            | Elliptique | 01h 56m 21.0s | 05° 37′ 44″ | 5561 ± 17              | 11,1                | 76,8 ± 5,4     | 207            |
| NGC 706   | Sbc            | Spirale    | 01h 51m 50.5s | 06° 17′ 49″ | 4980 ± 5               | 12,5                | 69,4 ± 4,9     | 98             |
| UGC 1395* | SA(rs)b        | Spirale    | 01h 55m 22.0s | 06° 36′ 43″ | 5163 ± 10              | 12,35 ± 0,03        | 72,0 ± 5,1     | 99             |

- Noté 0152+0621 (pour CGCG 0152.7+0621) dans l'article d'Abraham Mahtessian.

Le site DeepskyLog permet de trouver aisément les constellations des galaxies mentionnées dans ce tableau ou si elles ne s'y trouvent pas, l'outil du site «Finding the constellation which contains given sky coordinates» permet de le faire à l'aide des coordonnées de la galaxie. Sauf indication contraire, les données proviennent du site NASA/IPAC.